# 燕卜荪
威廉·燕卜蓀（英語：William Empson，1906年9月27日—1984年4月15日），英国文学批评家和诗人。擅长研究中国现代派诗歌，成名作《朦胧的七种类型》。代表作品还有《田园诗的几种形式》、《使用传记》等。

## 生平
他出生于1906年，1925年入剑桥大学的玛德琳学院念数学，并开始以剧作家和诗人扬名。曾任日本东京文理科大学英国文学教授，1937年-1939年，燕卜荪先后在北京大学西语系和昆明国立西南联合大学任教授，讲授英国文学。“燕卜荪”是他为自己取的一个中国名字。在这期间，燕卜荪开始写作后来成为他最著名的著作——论文集《复杂词的结构》，他讲授的英国当代诗歌对中国20世纪四十年代现代主义在昆明的兴起影响巨大。
1939年1月返回英国，不久找到英国广播公司中文编辑的工作，二战后举家搬迁到北京大学教书，1952年返回英国，并谢菲尔德大学英国文学教授直至1971年退休。
1984年4月15日去世，享年77岁。